# Pepe the Frog
Pepe the Frog (nl: Pepe de Kikker) is een fictieve antropomorfe kikker die afkomstig is van de webstrip Boy's Club, gecreëerd door de Amerikaanse illustrator Matt Furie. Pepe is sindsdien vooral bekend als een populaire en veelzijdige internetmeme. Toen Pepe geassocieerd raakte met extreemrechts, maakte Furie een einde aan het figuurtje.

## Geschiedenis
Pepe maakte in 2005 zijn debuut in het stripverhaal Boy's Club #1, gepubliceerd door Matt Furie op MySpace. Furie omschreef het karakter als "gewoon een maffe hippiekikker. Hij houdt van frisdrank drinken, televisiekijken, telefoneren. Hij is gewoon een alledaags symbool voor die periode nadat je bent afgestudeerd. In mijn ogen is hij een vrij onschuldige kerel."
Vanaf 2008 werd een afbeelding van een vrolijke Pepe met de tekst "feels good man" populair op het internetforum 4chan. Vervolgens kwam een afbeelding van een verdrietige Pepe met de tekst "feels bad man" bekend te staan als Sad Frog. In de loop der jaren werd de meme steeds veelzijdiger en populairder; zo werden afbeeldingen van Pepe getweet door popsterren Katy Perry en Nicki Minaj. Op 4chan ontstond er een virtuele markt waarbij gebruikers "zeldzame Pepes" creëerden en verhandelden. In 2015 was Pepe de meest gedeelde meme op het microblogplatform Tumblr.
In 2019 werd Pepe gebruikt door demonstranten bij de protesten in Hongkong in 2019-2020. Ondanks dat het in een politieke context wordt gebruikt, wordt er geen verband gelegd tussen het gebruik van Pepe the Frog in Hongkong en alt-right-ideologie. Furie stond achter het gebruik van Pepe door demonstranten in Hongkong.

## Kek
In 2016 werden er op 4chan verbanden gelegd tussen Pepe en de oud-Egyptische god van de chaos, Kek, die eveneens werd uitgebeeld als een kikker en gelijknamig is aan de expressie kek, een op 4chan veelgebruikt synoniem voor lol. Hieruit ontstond een informele religie waarin Kek wordt aanbeden als de god van meme-magie, een bovennatuurlijke kracht waarmee internetmemes een profetische invloed hebben op de buitenwereld. Zo werd de italodiscosingle Shadilay van de Italiaanse band P.E.P.E. uit 1986 – waarvan op de hoes een groene kikker met een toverstaf staat afgebeeld – dertig jaar later een grote hit op 4chan.
AYBABTU · Bed Intruder Song · Bert is Evil · Bielefeldcomplot · Dat Boi · facepalm · Gangnam Style · Grumpy Cat · Happy Merchant · Harlem Shake · Ice Bucket Challenge · intelligent falling · Invisible Pink Unicorn · lolcat · leisure diving · Loitumameisje · Numa Numa · Nyan Cat · Oof · Pedobear · Pepe the Frog · Planking · Rage Comics · rickroll · ROFLcopter · Serge de lama · Vliegend Spaghettimonster